# Elytropus
Elytropus és un gènere monotípic de fanerògames de la família de les Apocynaceae. Conté una única espècie: Elytropus chilensis Müll.Arg.. És originària de Sud-amèrica, on es distribueix pel centre i sud de Xile i a l'Argentina (Río Negro).

## Distribució i hàbitat
És una espècie que creix des de San Fernando a Chiloé a Xile, també a l'Argentina. Habita llocs ombrívols formant part del sotabosc. Es troba en àrees amb constants precipitacions on els períodes secs curts són possibles, però no duren més d'un mes. Prefereix l'ombra en els vessants pronunciats d'exposició sud, en trencades profundes. O bé la protecció per una capa densa de vegetació, sota grans arbres, amb una filtració del 40 - 80%. En una altitud a la Serralada de la costa de 500 - 2000 metres.

## Descripció
És una planta enfiladissa robusta, de tiges llenyoses, ferrugíneo-pubescents quan són joves. Les fulles són oposades coriàcies, de vora sencera, de forma ovoide a el·líptica amb l'àpex agut o acuminat. Làmines de 3,8-10 x 1,5-5cm de color verd fosc en el feix (anatomia vegetal), més pàl·lides i pubescents al revers, pecíols de 0,5-1,5 cm. Flors hermafrodites, d'1-2 cm de diàmetre, de color blanc-crema amb el centre fúcsia, axil·lars, solitàries o en grups de 2-4 flors. Calze de 5 sèpals, corol·la semicampanulada composta per 5 pètals lliures. Tenen 5 estams i 1 estil. El fruit és un fol·licle de 15-20 cm de llarg, pubescents. Les llavors de 0,8-1,2 cm.

## Propietats
Potencial com a espècie ornamental. És una planta verinosa. En medicina popular s'utilitza com a abortiu.

## Taxonomia
Elytropus chilensis va ser descrita per (A.DC.) Müll.Arg. i publicat a Botanische Zeitung (Berlin) 18: 21. 1860.
Sinònims
- Echites chilensis A.DC. in A.P.de Candolle (1844).
- Echites pubescens Hook. i Arn. (1830), nom. illeg.
- Echites ptarmicus Poepp. in E.F.Poeppig i S.L.Endlicher (1845).
- Echites heterophyllus Miq. (1853), nom. illeg.
- Elytropus heterophyllus Miers (1878).
- Elytropus ptarmica (Poepp.) Miers (1878).
- Vinca sternutetoria Poepp. ex Reiche (1910).[2]